# وانگ یان (ژیمناست)
وانگ یان (انگلیسی: Wang Yan؛ زادهٔ ۳۰ اکتبر ۱۹۹۹) ژیمناست هنری اهل چین است.